# نوربرت یانگ
نوربرت یانگ بازیگر نیجریه ای می باشد. وی در سریال هایی همانند چشم سوم ، قلع و 'قمع' و دایره خانواده دیده شده است. یانگ علاوه بر کارکردن در تلویزیون و فیلم و سریال، در چندین نمایشنامه و تولید صحنه ای نیز معلوم است. 

## زندگی شخصی
نوربرت یانگ متولد دلتا می باشد و با بازیگر زن گلوریا یانگ ازدواج کرده است. 

## فیلم شناسی
- 'مات'
- آلن پوزا
- قهرمانان و صفرها
- تشییع جنازه زنده
- زی آر-۷: خانه سرخ هفت
- ماسه روان [۴]